# Carracciolo Parra Pérez
Carracciolo Parra Pérez est l'une des dix-huit paroisses civiles de la municipalité de Maracaibo dans l'État de Zulia au Venezuela. Sa capitale est Maracaibo.